# David Mitchell (spisovatel)
David Mitchell (* 12. ledna 1969 Southport, Merseyside, Severozápadní Anglie) je anglický spisovatel, který byl pětkrát nominován na Bookerovu cenu (do užší nominace se dostaly romány sencislo9 a Atlas mraků, do širší nominace romány Třináct měsíců, Tisíc podzimů Jacoba de Zoeta a Hodiny z kostí). Český literární časopis A2 zařadil román Hodiny z kostí mezi nejlepší světové prózy po roce 2000.

## Život
Vystudoval anglickou a americkou literaturu na univerzitě v Kentu. Rok žil na Sicílii, potom osm roků v Hirošimě v Japonsku, kde vyučoval angličtinu. Současně žije v Irsku. V roce 2003 se dostal na prestižní seznam Nejlepších mladých britských autorů, který vyhlašuje literární časopis Granta.